# Emili Sànchez i Carrera
Emili Sànchez i Carrera (Barcelona, 21 de maig del 1880 – Buenos Aires, després de 1925) va ser un instrumentista i professor de violoncel que s'establí a l'Argentina.

## Biografia
Estudià amb els mestres Antonio Lupriste i Bonaventura Dini. Va actuar en diversos concerts a Barcelona amb gran èxit, especialment el que va fer al Teatre Líric de Barcelona amb el violinista Josep Rocabruna. Es dedicà preferent a la música de cambra i actuà amb els professors Benvingut Socias i Joan Lamote de Grignon; posteriorment, i durant un llarg període, ocupà el lloc de primer violoncel solista del barceloní Cercle Musical Bohemi.
L'any 1908 es va establir a Buenos Aires, on va ser contractat per diverses companyies líriques, i en el mateix any ja es va integrar en els quartets "Scaramuzza", del gran pianista italià Vicente Scaramuzza (1885-1968) i "Massun", del violinista belga Theo Massun (Lieja, 1874-1927). Visqué (pel cap baix) una dècada en la capital argentina, on ensenyà en el conservatori de Theo Massun (1910), en el de Vicente Scaramuzza, on coincidí amb el seu sogre, el també barceloní Domènec Sànchez i Deyà, en el "Conservatorio Clamenti", que dirigia el pianista i compositor d'origen napolità Lorenzo Spena (1874- ?), en el "General Urquiza" i el "San José de Flores" (aquest darrer, dirigit per la pianista Clelia Pescetto).